# Mlýnský náhon (řeka Morava)
Mlýnský náhon byl umělý kanál vybudovaný v 16. století, který sloužil k pohánění vodních mlýnů v Olomouci. Obtékal městské hradby a byl označován jako Malá Morava (Klaine March) nebo Náhon Kamenného mlýna (Steinmühl Graben), neboť protékal kolem starého Passingerova mlýna (dříve Kamenného mlýna) a po roce 1880 poháněl turbíny vodní elektrárny ve mlýně. Jeho koryto vedlo z Hejčína dnešní ulicí Legionářskou, třídou Svobody, kolem Tržnice až k místu, kde nyní stojí obchodní dům Šantovka. Mlýnský náhon přestal existovat na přelomu let 1951 a 1952. Dne 2. ledna 1952 byl přerušen tok v Hejčíně a přesměrován do koryta Střední Moravy. Do bývalého tříkilometrového koryta byl uložen kanalizační sběrač o průměru potrubí 1,7 až 3,3 m a zahrnut zeminou.